# Manteo Mitchell

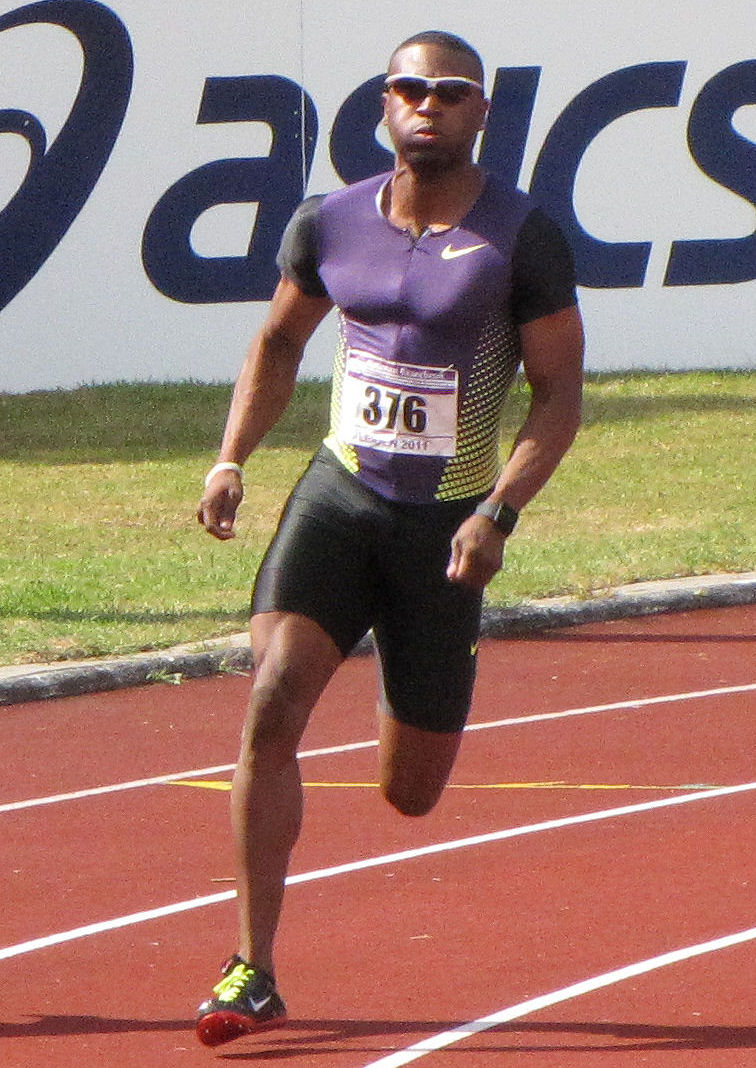
Manteo Mitchell beim Gouden Spike 2011

Manteo Mitchell (* 6. Juli 1987) ist ein US-amerikanischer Sprinter.
Mit der US-Mannschaft gewann er bei den Leichtathletik-Hallenweltmeisterschaften in Istanbul Gold in der 4-mal-400-Meter-Staffel.
Manteo Mitchell ist Trainerassistent an seiner Alma Mater, der Western Carolina University.
Bei den Olympischen Spielen 2012 lief er im Halbfinale der 4-mal-400-Meter-Staffel trotz eines Wadenbeinbruchs weiter und verhalf seiner Staffel zum Finaleinzug. Dort belegte sie nur Platz zwei hinter Überraschungssieger Bahamas.

## Persönliche Bestzeiten
- 200 m: 20,47 s, 29. Juni 2012, Eugene
  - Halle: 21,29 s, 8. März 2008, Blacksburg
- 400 m: 44,96 s, 24. Juni 2012, Eugene
  - Halle: 46,17 s, 26. Februar 2012, Albuquerque